# 3474 Linsley
3474 Linsley је астероид главног астероидног појаса чија средња удаљеност од Сунца износи 2,555 астрономских јединица (АЈ).
Апсолутна магнитуда астероида је 13,0.